# Centropogon suberianthus
Centropogon suberianthus är en klockväxtart som beskrevs av Alexander Zahlbruckner. Centropogon suberianthus ingår i släktet Centropogon och familjen klockväxter. Inga underarter finns listade i Catalogue of Life.